# Mel Gibson
Mel Columcille Gerard Gibson (Peekskill, 3. siječnja 1956.), američko-australski redatelj, glumac i producent. Nakon što se afirmirao kao glumac u serijalima Pobješnjeli Max i Smrtonosno oružje, Gibson je režirao Oscarom nagrađeni film Hrabro srce. Režijom tog filma je postao šesti glumac koji je postao redatelj i dobio Oscara za režiju. Godine 2004. je režirao biblijski spektakl  Pasija koji govori o Isusovim zadnjim satima života.

## Rani život
Gibson je rođen u Peekskillu, država New York kao šesto od ukupno jedanaestero djece. Njegova majka, Ann Reilly, rođena je u SAD-u, u obitelji irskih imigranata. Otac, Hutton Gibson, bio je sin američkog biznismena i australske operne pjevačice. Gibsonov mlađi brat, Donal, je također glumac.
Nakon što je Gibsonov otac osvojio nagradu u televizijskom kvizu Jeopardy! (Izazov), 1968. godine, iz protesta prema Vijetnamskom ratu, obitelj se seli u Australiju. Otac je, naime, strahovao da bi mu najstariji sin mogao biti mobiliziran, a bio je i uvjerenja da su promjene u američkom društvu nemoralne.

## Filmska karijera
Gibson je diplomirao 1977. u Sydneyju. Glumačku karijeru započeo je u  Australiji pojavljujući se u televizijskim serijama kao što su Sullivanovi, Cop Shop i Punishment. Gibsonov prvi film bio je Summer City.

### Pobješnjeli Max
Gibson umalo nije dobio ulogu koja ga je proslavila. Njegov agent sredio mu je audiciju za  Pobješnjelog Maxa, ali noć prije se potukao s trojicom muškaraca što je završilo natečenim nosom, slomljenom vilicom i raznim drugim ozljedama. Na audiciji se pojavio kao "crno-plava bundeva" (prema vlastitim riječima). Uopće se nije nadao da će dobiti ulogu, nego je tamo otišao kako bi pravio društvo prijatelju. Međutim, casting agent mu je rekao da dođe za dva tjedna. Kad se vratio, umalo ga nisu prepoznali jer su mu ozljede gotovo u cijelosti zacijelile, pa je dobio ulogu.
Film je bio neovisno financiran, a navodno mu je budžet bio oko 300 tisuća australskih dolara - od kojih je 15 tisuća otišlo Gibsonu. Film je postigao nevjerojatan uspjeh, zaradivši 100 milijuna dolara širom svijeta.
Kad je film objavljen u Americi, svi glasovi, uključujući oni Gibsonova lika, su presnimljeni na američki naglasak na zahtjev distributera, American International Picturesa, koji se bojao da publika neće prihvatiti glumce koji govore australskim naglaskom.

### Bounty
Godine 1984. je nastupio kao Fletcher Christian u filmu Bounty. Gibson i Anthony Hopkins se navodno nisu podnosili tijekom snimanja. Hopkins je u to vrijeme bio apstinent, dok se Gibson borio s alkoholizmom. Gibson je često provodio večeri u lokalnim saloonima miješao viski s pivom. U jednoj tučnjavi mu je porezano lice pa je se morao mijenjati raspored snimanja dok je on bio prevezen u bolnicu.

### Smrtonosno oružje
Sa serijalom Smrtonosno oružje, Gibson je zašao u komercijalnije vode. Glumio je Martina Riggsa, detektiva iz Los Angelesa, emotivno nestabilnog vijetnamskog veterana koji ne može preboliti smrt žene, poznatog po nasilju. U filmovima mu je partner bio stariji i rezerviraniji Roger Murtaugh (Danny Glover). Snimljena su četiri nastavka.

### Hamlet
Gibson je načinio neobičan korak prešavši iz akcijskog u klasični žanr, glumeći melankoličnog danskog princa u Hamletu  Franca Zeffirellija. Gibson je nastupio s iskusnim šekspirijanskim glumcima kao što su Ian Holm, Alan Bates i Paul Scofield. Suradnju s njima je opisao riječima "kao da vas bace u ring s  Mikeom Tysonom". Film je naišao na odobravanje kritike i publike, a Gibsona je iz akcijskog junaka pretvorio u ozbiljnog glumca i filmaša.

### Hrabro srce
Gibson je izjavio da je odbio scenarij  Hrabrog srca, iako su mu ga preporučili agenti, jer je mislio da je prestar za ulogu. Nakon pomnog razmišljanja, ne samo da je odlučio glumiti, nego i režirati sami film.
Za režiju je 1995. osvojio dva Oscara, za  najboljeg redatelja i  najbolji film. U filmu, Gibson se pojavio kao sir William Wallace, škotski borac za slobodu iz  trinaestog stoljeća.
U intervjuima je rekao kako je pokušavao snimiti film sličan spektaklima kakve je volio u djetinjstvu, kao što su  Spartak  Stanleyja Kubricka i Velika zemlja  Williama Wylera. Snimanje je počelo u škotskim planinama. Nakon saznanja da je ta lokacija jedna od najkišovitijih u Europi, snimanje se preselilo u  Republiku Irsku, gdje su članovi irske vojske poslužili kao statisti u scenama bitki. Sekvenca Bitke kod Stirlinga u Hrabrom srcu smatra se jednom od najbolje režiranih borbenih scena u filmskoj povijesti.

### Pasija
Gibson je 2004. režirao  Pasiju, film temeljen na posljednjih dvanaest sati života Isusa Krista prema četiri evanđelista i katoličkoj predaji (knjiga „Gorka muka Gospodina našega Isusa Krista”). Film je snimljen na aramejskom, hebrejskom i latinskom jeziku.
Gibson je napisao scenarij s piscem Benedictom Fitzgeraldom, a sam je financirao film, potrošivši između 40 i 50 milijuna dolara vlastitog novca. Snimanje se odvijalo u Materi, Italija i studijima Cinecitta u Rimu. Prije snimanja, Gibson je na svom imanju u Kaliforniji sagradio katoličku kapelu.
Kritike su bile podijeljene, od kritičara koji su hvalili film zbog realističnog prikaza Isusovih posljednjih sati s katoličkog stajališta do kritika zbog nasilja, manipulacije i optužbi za antisemitizam.
Kad su ga upitali hoće li njegov film "uznemiriti Židove", Gibson je odgovorio, "Ne bi trebao. Trebao bi samo reći istinu. Želim da bude istinit koliko to može biti." Optužbe za antisemitizam dodatno su se rasplamsale nakon novinskih napisa o Gibsonovu ocu, Huttonu Gibsonu, za kojeg se tvrdilo da poriče holokaust i tvrdi da je većina priče o holokaustu "fikcija".
Gibson je rekao o svojoj odluci da izreže scenu u kojoj Kajfa kaže "njegova krv je na nama i na našoj djeci" ubrzo nakon što je Poncije Pilat oprao ruke od Isusa:
"Nisam htio to izrezati. Moj brat je rekao da sam kukavica ako ne ubacim tu scenu. Ali, čovječe, da sam je ubacio, napali bi me u mojoj kući. Došli bi me ubiti."
Film je zaradio više od 611 milijuna dolara u svijetu, a oko 370 milijuna samo u SAD-a, postavši tako osmi najuspješniji film u povijesti. Nominiran je za Oscare za originalni glazbeni broj, fotografiju i šminku.

### Apocalypto
Gibsonov sljedeći povijesni spektakl, Apocalypto, objavljen je 8. prosinca 2006. Radnja filma je smještena u Srednju Ameriku, netom prije španjolskih osvajanja. Fokusira se na propast civilizacije Maya koja je svoj zenit dosegnula oko 800 godina poslije Krista. Dijalog je na jeziku Yucatan Maya. U filmu se pojavljuju glumci iz SAD-a (indijanci sjeverne Amerike) i Meksika.
Gibson je sam financirao film, dok ga je na određena tržišta distribuirao Disney.

## Obitelj i privatni život
Dana 7. lipnja 1980., Gibson se oženio s Robyn Moore, medicinskom sestrom koju je upoznao na misi u Forestvilleu, Novi južni Wales. Opisao ju je kao "moju gibraltarsku stijenu, samo puno ljepšu". Imaju sedmero djece, jednu kćer i šest sinova.
Godine 2009. Melova supruga je podnijela papire za razvod i iste te godine u ožujku su se razveli. S ruskom pijanisticom Oksanom Grigorievom dobio je kćer Luciu 30. listopada 2009. godine.

## Izabrana filmografija

### Kao glumac
| Godina | Film                     | Uloga                 | Bilješke                                    |
| ------ | ------------------------ | --------------------- | ------------------------------------------- |
| 1979.  | Pobješnjeli Max          | Max Rockatansky       |                                             |
| 1979.  | Tim                      | Tim                   | Nagrada Australskog filmskog Instituta      |
| 1981.  | Galipolje                | Frank Dunne           | Nagrada Australskog filmskog Instituta      |
| 1981.  | Pobješnjeli Max 2        | Max Rockatansky       |                                             |
| 1982.  | Godina opasnog življenja | Guy Hamilton          |                                             |
| 1984.  | Gđa. Soffel              | Ed Biddle             |                                             |
| 1984.  | Bounty                   | Fletcher Christian    |                                             |
| 1985.  | Pobješnjeli Max 3        | Max Rockatansky       |                                             |
| 1987.  | Smrtonosno oružje        | por. Martin Riggs     |                                             |
| 1988.  | Zora očajnika            | Dale "Mac" McKussic   |                                             |
| 1989.  | Smrtonosno oružje 2      | por. Martin Riggs     |                                             |
| 1990.  | Hamlet                   | Hamlet                |                                             |
| 1990.  | Air America              | Gene Ryack            |                                             |
| 1990.  | Ptica na žici            | Rick Jarmin           |                                             |
| 1992.  | Zauvijek mlad            | sat. Daniel McCormick | i kao izvršni producent                     |
| 1992.  | Smrtonosno oružje 3      | por. Martin Riggs     | MTV Movie nagrada                           |
| 1993.  | Čovjek bez lica          | Justin McLeod         | i redatelj                                  |
| 1994.  | Maverick                 | Bret Maverick         |                                             |
| 1995.  | Hrabro srce              | William Wallace       | i redatelj; nominacija za MTV Movie nagradu |
| 1996.  | Ucjena                   | Tom Mullen            |                                             |
| 1997.  | Teorija zavjere          | Jerry Fletcher        |                                             |
| 1998.  | Smrtonosno oružje 4      | por. Martin Riggs     |                                             |
| 1999.  | Otkupnina                | Porter                |                                             |
| 2000.  | Što žene vole            | Nick Marshall         |                                             |
| 2000.  | Patriot                  | Benjamin Martin       | People's Choice nagrada                     |
| 2002.  | Bili smo vojnici         | bojnik Hal Moore      |                                             |
| 2002.  | Misteriozni znakovi      | otac Graham Hess      |                                             |
| 2003.  | Pjevajući detektiv       | Dr. Gibbon            |                                             |
| 2010.  | Edge of Darkness         | Thomas Craven         |                                             |

### Kao redatelj
- Čovjek bez lica (1993.)
- Hrabro srce (1995.)
- Pasija (2004.) i kao producent i scenarist
- Apocalypto (2006.)
- Greben spašenih (2016.)

## Vanjske poveznice
- Mel Gibson u internetskoj bazi filmova IMDb-u (engl.)
- Mel Gibson na Notable Names Databaseu (engl.)
- Time: Apocalpto Now  Arhivirana inačica izvorne stranice od 9. prosinca 2012. (Wayback Machine)
- Uloge koje je odbio Mel Gibson  Arhivirana inačica izvorne stranice od 2. listopada 2007. (Wayback Machine)